# 에디네츠구
에디네츠구(루마니아어: Edineţ)는 몰도바 북서부에 위치한 구로 행정 중심지는 에디네츠이며 면적은 933 km2, 인구는 82,900명(2011년 기준)이다. 서쪽으로는 프루트강을 경계로 루마니아와 국경을 접하며 북쪽으로는 브리체니 구, 북동쪽으로는 오크니차 구, 동쪽으로는 돈두셰니 구, 남쪽으로는 르슈카니 구와 접한다.